# خطة الهروب 2: الهاوية (فلم)
خطة الهروب 2 (بالإنجليزية: Escape Plan) فيلم حركة تم إصداره عام 2018. من إخراج ستيفن سي ميلر ، تأليف مايلز تشابمان ، بطولة سيلفستر ستالون. و هو جزء ثاني للسلسلة.

## ملخص قصة
بعد مهمته السابقة، يعود الخبير الأمني راي برسلين ليكون فريقًا المتخصصين في فنون الهروب من أعتى السجون، وعندما يتعرض أحد رجاله و أكثرهم كفاءة شو رين للاختطاف والاختفاء داخل أكثر سجن بنى على الإطلاق، حيث يدار بأجهزة الحاسوب بالكامل ويتغير بناءه على الدوام، يحاول راي تعقبه بمساعدة عدد من أصدقائه السابقين.

## طاقم العمل
| الممثلين       | الدور        |
| -------------- | ------------ |
| سيلفستر ستالون | راي برسلين   |
| ديف باتيستا    | ترينت ديروسا |
| جايمي كينج     | آبيجيل روس   |
| ويز شاثام      |              |
| جيسي ميتكالف   | لوك والكن    |
| فيفتي سينت     | هوش          |
| ليديا هال      | جولز         |
| زياومينج هوانج | شو           |
| تيتوس وليفر    |              |
| كورتيس جاكسون  |              |

## روابط خارجية
- مقالات تستعمل روابط فنية بلا صلة مع ويكي بيانات